# Miguel Riera
Miguel Riera Montesinos, también Miquel Riera Montesinos, (Barcelona, 1943) es un químico, investigador, editor y activista cultural español. 

## Trayectoria
Como químico, se formó en el Instituto Químico de Barcelona, dependiente del CSIC. Volcado en la edición de textos durante el final de la dictadura franquista, fundó en Barcelona junto a Josep Sarret la editorial Madrágora en 1974. Ese mismo año editó con el periodista Àngel Casas una revista de rock llamada Vibraciones.
En 1975 fundó la revista El Viejo Topo, de corte radical y alternativa, revista que dirigió junto a Josep Sarret y Claudi Montañá hasta 1980. Desaparecida en 1982, Riera recuperó la cabecera de El Viejo Topo en 1993, siendo desde entonces su director. Además, estableció el sello El Viejo Topo, que también dirige. 
En 1980 fundó en Barcelona la editorial Montesinos y la revista literaria Quimera, que dirigió hasta 1998. Fue también fundador y director de la revista literaria Lletra de Canvi en 1987.
En 2007 creó con Josep Sarret la Biblioteca Buridán, editorial de divulgación científica y filosófica, que Sarret dirige desde su fundación. 
Desde 2012 fundó y dirige el sello literario Piel de Zapa. 